# Nội Hoàng
Nội Hoàng is een xã in huyện Yên Dũng, een district in de Vietnamese provincie Bắc Giang.
Nội Hoàng ligt in het westen van het district.